# Kosmiceskii reis
Kosmiceskii reis: Fantasticeskaia novella (titlu original în rusă: Космический рейс) (cunoscut în engleză ca Cosmic Voyage sau The Space Voyage) este un film SF sovietic din 1935 regizat de Vasili Juravliov. În rolurile principale joacă actorii  Serghei Komarov, K. Moskalenko, Vasili Gaponenko.

## Distribuție
- Serghei Komarov... Pavel Ivanovici Sedîh
- K. Moskalenko... Profesor Marina
- Vasili Gaponenko... Andriusha Orlov
- Nikolai Feoktistov... Capt. Viktor Orlov
- Vasili Kovrighin... Profesor Karin